# Vargavidderna
Vargavidderna är ett naturreservat i Degerfors kommun och Laxå kommuni Örebro län.
Området är naturskyddat sedan 1999 och är 494 hektar stort. Reservatet omfattar i väster Södra Åsmossen och Högskogs stormossen samt i öster av sjön Gryten. Skogen omkring består av sumpskogar runt våtmarkerna, tallskogar på torvmarkerna och barrskogar på fastmarken.